# Zhaludok
Zhaludok o Zheludok (bielorruso: Жалудо́к; ruso: Желудо́к; polaco: Żołudek; lituano: Žaludkas) es un asentamiento de tipo urbano de Bielorrusia perteneciente al distrito de Shchuchyn de la provincia de Grodno.
En 2017 tenía una población de 1002 habitantes. Es sede de un consejo rural que incluye 25 pedanías, que suman una población de mil quinientos habitantes.
Se conoce la existencia de la localidad desde época medieval, cuando era un pueblo del Gran Ducado de Lituania. Desde 1486 tuvo estatus de miasteczko y desde 1567 fue capital de un powiat del voivodato de Vilna. En 1682 se estableció aquí un monasterio carmelita. En febrero de 1706 se ubicó aquí el principal centro de operaciones de Carlos XII de Suecia durante la Gran Guerra del Norte. En la partición de 1795 pasó a formar parte del Imperio ruso, que lo integró en la gobernación de Vilna. En 1832, los rusos destruyeron el monasterio local, en represalia por el Levantamiento de Noviembre. En 1921 pasó a formar parte de la Segunda República Polaca y en 1939 se integró en la RSS de Bielorrusia, que en 1940 le dio el estatus de asentamiento de tipo urbano.
Se ubica unos 10 km al este de la capital distrital Shchuchyn, sobre la carretera P141 que lleva a Bélitsa.